# El rey de la comedia
El rey de la comedia (en inglés: The King of Comedy) es una película estadounidense de drama y humor negro de 1982, dirigida por Martin Scorsese y protagonizada por Robert De Niro y Jerry Lewis.

## Sinopsis
Cuenta la historia de Rupert Pupkin (Robert De Niro), un comediante desesperado por conseguir una recomendación de su ídolo, el famoso cómico Jerry Langford (Jerry Lewis). La película trata sobre el culto a la celebridad y la cultura de los medios estadounidenses.

## Reparto
- Robert De Niro como Rupert Pupkin
- Jerry Lewis como Jerry Langford
- Diahnne Abbott como Rita Keane
- Sandra Bernhard como Masha
- Shelley Hack como Cathy Long

### Cameos
- Martin Scorsese como el hombre en la camioneta y como el director del espectáculo de Jerry Langford.
- Catherine Scorsese como la madre de Pupkin (voz).
- Tony Randall como el anfitrión de emergencia del show de Jerry Langford.
- Victor Borge y Joyce Brothers como invitados del show de Jerry Langford.
- Ed Herlihy como él mismo; anunciador del show de Jerry Langford.
- Charles Scorsese como uno de los clientes del bar de Rita.
- Mick Jones, Joe Strummer, Paul Simonon, Ellen Foley, Don Letts, Pearl Harbour, Gaby Salter, Jerry Baxter-Worman y Kosmo Vinyl como "escoria de la calle".
- Mary Elizabeth Mastrantonio como extra en la escena de la multitud (sin acreditar).

### Legado
La reputación de la película ha crecido con el tiempo, y algunos la clasifican entre las mejores películas de Scorsese. El director Todd Phillips cita con frecuencia el guion de la película Joker, de 2019, escrito por él mismo y el coguionista Scott Silver, como inspirado tanto en El rey de la comedia como en la película Taxi Driver, también de Scorsese, de 1976.